# Лисичка з качалкою
«Лисичка з качалкою» — український мультфільм 1977 року.

## Сюжет
Мультфільм про лисичку-сестричку за мотивами народної казки.

## Творча група
- Автор сценарію: Н. Лень
- Режисер: Борис Храневич
- Художник-постановник: Микола Чурилов
- Композитор: С. Станкович
- Оператори: Анатолій Гаврилов, Олександр Мухін
- Звукооператор: Ірина Чефранова
- Текст читає: В. Яременко
- Художники-мультиплікатори: І. Бородавко, Михайло Титов, Костянтин Чикін, Е. Перетятько, Ніна Чурилова, Олександр Вікен, В. Врублевський
- Асистенти: О. Дьомкіна, Марія Черкаська, О. Деряжна, С. Лещенко, О. Баринова
- Редактор: Володимир Гайдай
- Директор картини: Іван Мазепа